# پتر گرونبرگ
پِتِر گرونبرگ یا پیتر آندرئاس گرونبرگ (به آلمانی: Peter Andreas Grünberg) فیزیکدان آلمانی که به‌خاطر کشف اثر مقاومت مغناطیسی بزرگ، جایزه نوبل فیزیک در سال ۲۰۰۷ را از آن خود کرد. این اثر کوانتومی اکنون در ساخت دیسکهای سخت کاربرد دارد.

## زندگی
گرونبرگ در ۱۸ مه ۱۹۳۹ در پیلزن (اکنون جمهوری چک) متولد شد.
او تحصیلات فیزیکش را تا مقطع میانی در دانشگاه فرانکفورت در سال ۱۹۶۲ انجام داد. سپس به دارمشتات رفت و در سال ۱۹۶۹ دکترایش را از دانشگاه فنی دارمشتات گرفت و پس از آن به مدت سه سال به عنوان محقق در دانشگاه کارلتون در اوتاوا بود.

## درگذشت
وی روز دوشنبه ۹ آوریل ۲۰۱۸ در سن ۷۸ سالگی در شهر یولیش آلمان درگذشت.